# Don Hunstein

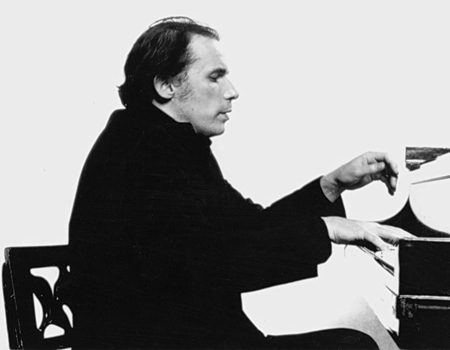
Don Hunstein: Glenn Gould

Don Hunstein (19. listopadu 1928 St. Louis, Missouri – 18. března 2017 New York City, New York) byl americký fotograf.

## Život a dílo
Studoval v St. Louis na zdejší Washingtonově univerzitě (studium dokončil v roce 1950 s diplomem z angličtiny). Následně působil v letectvu (sloužil v Anglii). V roce 1954 se vrátil do Spojených států amerických a usadil se v New Yorku. V letech 1955 až 1986 pracoval pro hudební vydavatelství Columbia Records. Jeho fotografie jsou tak například na řadě hudebních nosičů. Roku 2013 vyšly některé jeho fotografie v knize Keeping Time: The Photographs of Don Hunstein. Fotografoval například Boba Dylana a Johnnyho Cashe.
Ke konci života trpěl Alzheimerovou chorobou. Zemřel ve svém domově 18. března 2017 po dlouhé nemoci.